# Eutocus arabupuana
Eutocus arabupuana är en fjärilsart som beskrevs av Bell 1932. Eutocus arabupuana ingår i släktet Eutocus och familjen tjockhuvuden. Inga underarter finns listade i Catalogue of Life.